# اورلن لیتوانی

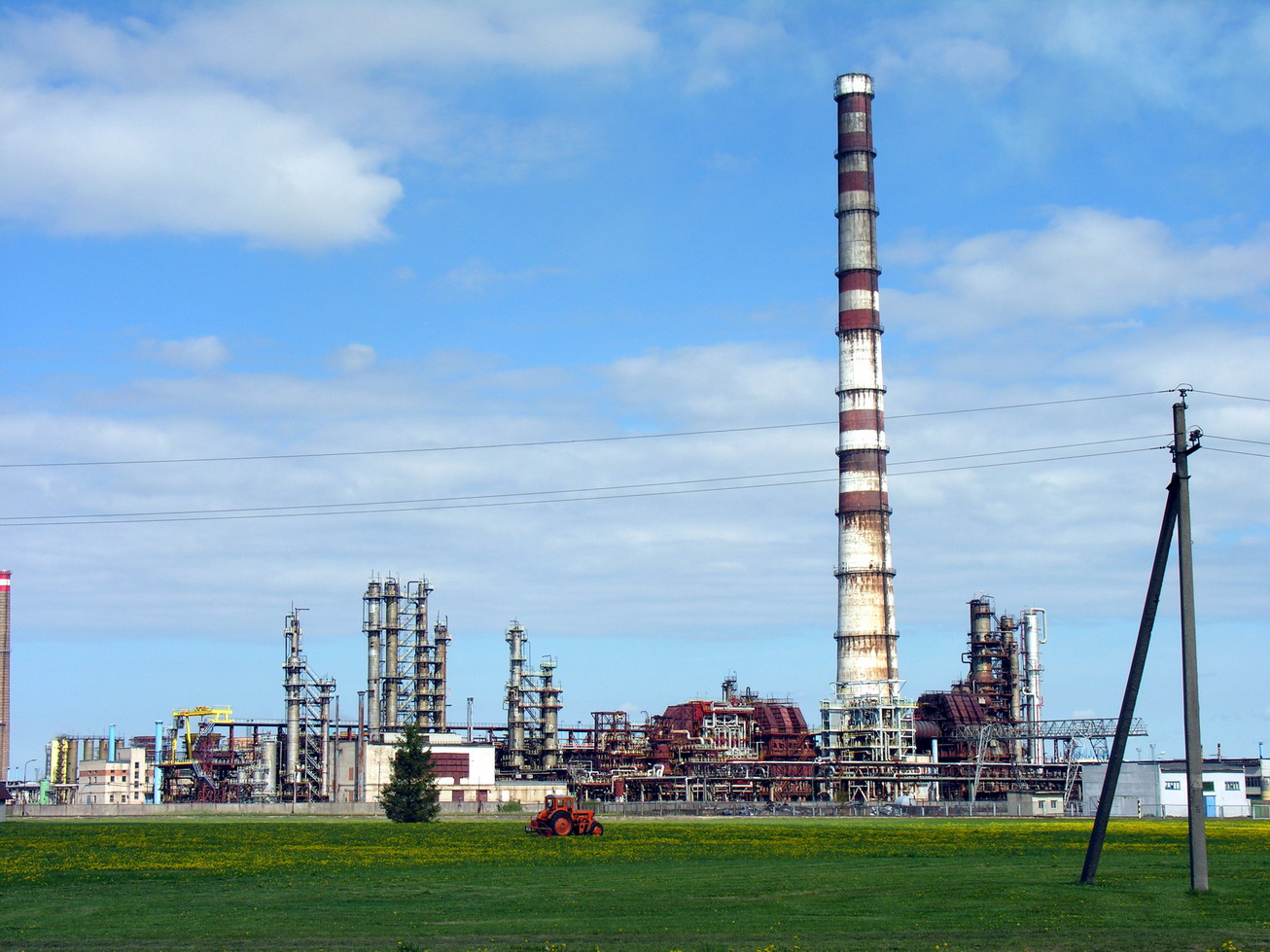
پالایشگاه اورلن لیتوانی در لیتوانی

اورلن لیتوانی (به انگلیسی: Orlen Lietuva) شرکت نفت و گاز لیتوانی است، که یکی از شرکت‌های تابعه کمپانی نفتی لهستانی اورلن به‌شمار می‌آید.
شرکت اورلن لیتوانی در سال ۱۹۶۴ در دوره اتحاد جماهیر شوروی سوسیالیستی تأسیس شد. در سال ۱۹۹۹ فرایند خصوصی‌سازی آن آغاز گردید، که در پی آن توسط شرکت آمریکایی ویلیامز کمپانیز خریداری شد، ولی یک سال بعد در پی مواجهه با مشکلات مالی، ویلیامز کمپانیز بخش نفت خود را، به شرکت روسی یوکاس واگذار کرد و مالکیت اورلن نیز در اختیار یوکاس قرار گرفت.
در سال ۲۰۰۳ این شرکت نیز ورشکسته شد و در نهایت شرکت لهستانی اورلن با پرداخت مبلغ ۱٫۴۹ میلیارد دلار به شرکت یوکاس و ۸۵۱ میلیون دلار به دولت لیتوانی، مالکیت اورلن لیتوانی را در دست گرفت.
هم‌اکنون شمار کارکنان شرکت اورلن لیتوانی بیش از ۳٫۰۰۰ نفر می‌باشد و به عنوان بزرگ‌ترین شرکت در زمینه انرژی در کشور لیتوانی محسوب می‌شود. اورلن لیتوانی، مالک تنها پالایشگاه نفت مستقر در کشورهای حوزه دریای بالتیک می‌باشد!